# 米麗婭姆·普赫納

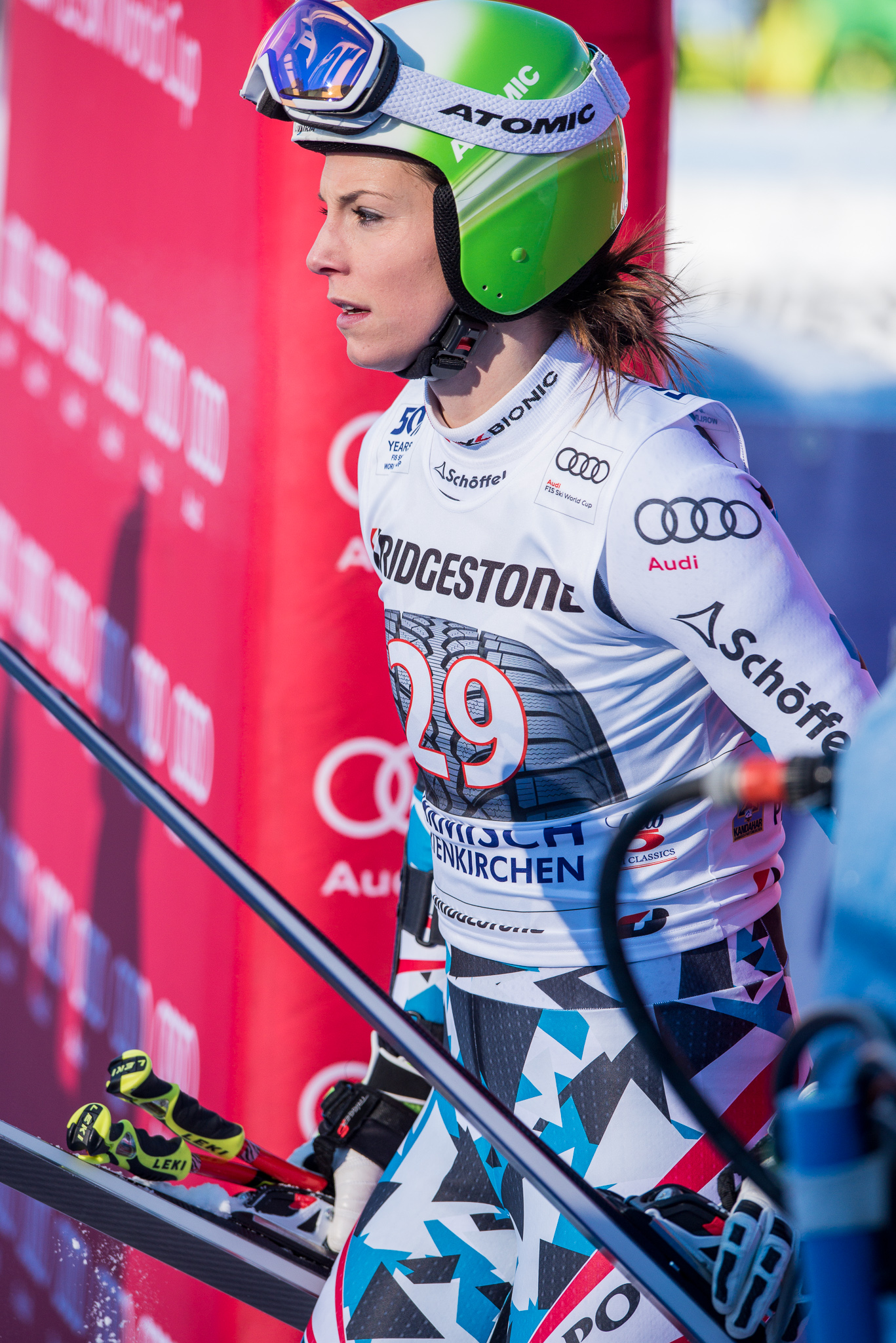
米丽娅姆·普赫纳，2017年

米麗婭姆·普赫納（德語：Mirjam Puchner，1992年5月18日—），奧地利高山滑雪運動員，她代表奧地利隊參加了中國舉行的2022年冬季奧林匹克運動會，並且在女子超級大迴轉比賽上獲得銀牌。